# Sam Wardrop
Sam Wardrop (* 20. Oktober 1997 in Glasgow) ist ein schottischer Fußballspieler.

## Karriere

### Verein
Sam Wardrop spielte bis 2017 in der Jugend von Celtic Glasgow. Im Jahr 2017 führte er die U-20-Mannschaft von Celtic als Kapitän im Finale des Scottish Youth Cup, das gegen die Rangers gewonnen wurde. Im August 2017 wurde Wardrop an den schottischen Zweitligisten FC Dumbarton verliehen. Für den Verein kam er in der Saison 2017/18 in 22 Partien zum Einsatz und erzielte ein Tor gegen Inverness Caledonian Thistle. Im Mai 2018 unterschrieb der 20-Jährige einen Zweijahresvertrag bei Dundee United.

### Nationalmannschaft
Sam Wardrop spielte von 2012 bis 2016 in den Nachwuchsmannschaften der Scottish Football Association. Sein Debüt gab er dabei in der U15 gegen die Schweiz. In seinem vierten Spiel für die U16 im Oktober 2012 gelang ihm als Abwehrspieler gegen Wales sein erstes Tor für Schottland. Danach spielte er für die U17 und die U-19-Nationalmannschaft.